# Olha Stefanišynová
Olha Vitalijivna Stefanišynová (ukrajinsky Ольга Віталіївна Стефанішина, Olha Vitalijivna Stefanišyna; * 29. října 1985 Oděsa) je ukrajinská politička a právnička, od roku 2020 vicepremiérka Ukrajiny – ministryně pro evropskou a euroatlantickou integraci.

## Studia
Vystudovala mezinárodní právo v Institutu pro mezinárodní vztahy Univerzity Tarase Ševčenka v Kyjevě. Absolvovala v roce 2008 se zaměřením na mezinárodní právo a překladatelství z angličtiny. O osm let později získala diplom z Institutu úvěrové ekonomiky Národní ekonomické univerzity v Oděse se zaměřením na finance a úvěr.

## Praxe
Po krátké advokátní praxi byla v roce 2007 přijata na Ministerstvo spravedlnosti, kde pracovala v různých pozicích souvisejících s integračními procesy v Evropské unii a NATO.
V parlamentních volbách v roce 2019 kandidovala do Nejvyšší rady za Groysmanovu stranu Strategie Ukrajiny, ale nebyla zvolena. Následně se vrátila do advokátní praxe.
4. června 2020 byla jmenována místopředsedkyní vlády pro evropskou a euroatlantickou integraci, kde nahradila bývalého ministra zahraničí Vadyma Prystajka. Její jmenování schválilo 255 poslanců. V roce 2021 ji ukrajinský časopis Fokus zařadil na 45. místo mezi 100 nejvlivnějších Ukrajinců.

## Soukromý život
Je vdaná za pracovníka kybernetické bezpečnosti Mychajla Prystajka, s nímž má dvě děti.